# Kenworth W900
Kenworth W900 — вантажівка американської компанії Kenworth класу 8. Як правило, тягач, класичного капотного компонування з кабіною, розташованою за двигуном, двома провідними осями. У виробництві з 1961 року, є однією з найбільш давніх автомобільних моделей. Відомий своїм довгим капотом і особливим зовнішнім виглядом. Відстань від бампера до кінця кабіни, до початку спільного модуля, в варіанті W900l (Long) становить 130 дюймів (330 сантиметрів). Незважаючи на те, що компанією виробляються більш аеродинамічні моделі вантажівок, такі як T600 і наступні версії, класичний W900 залишається у виробництві завдяки своїй популярності у власників-операторів.

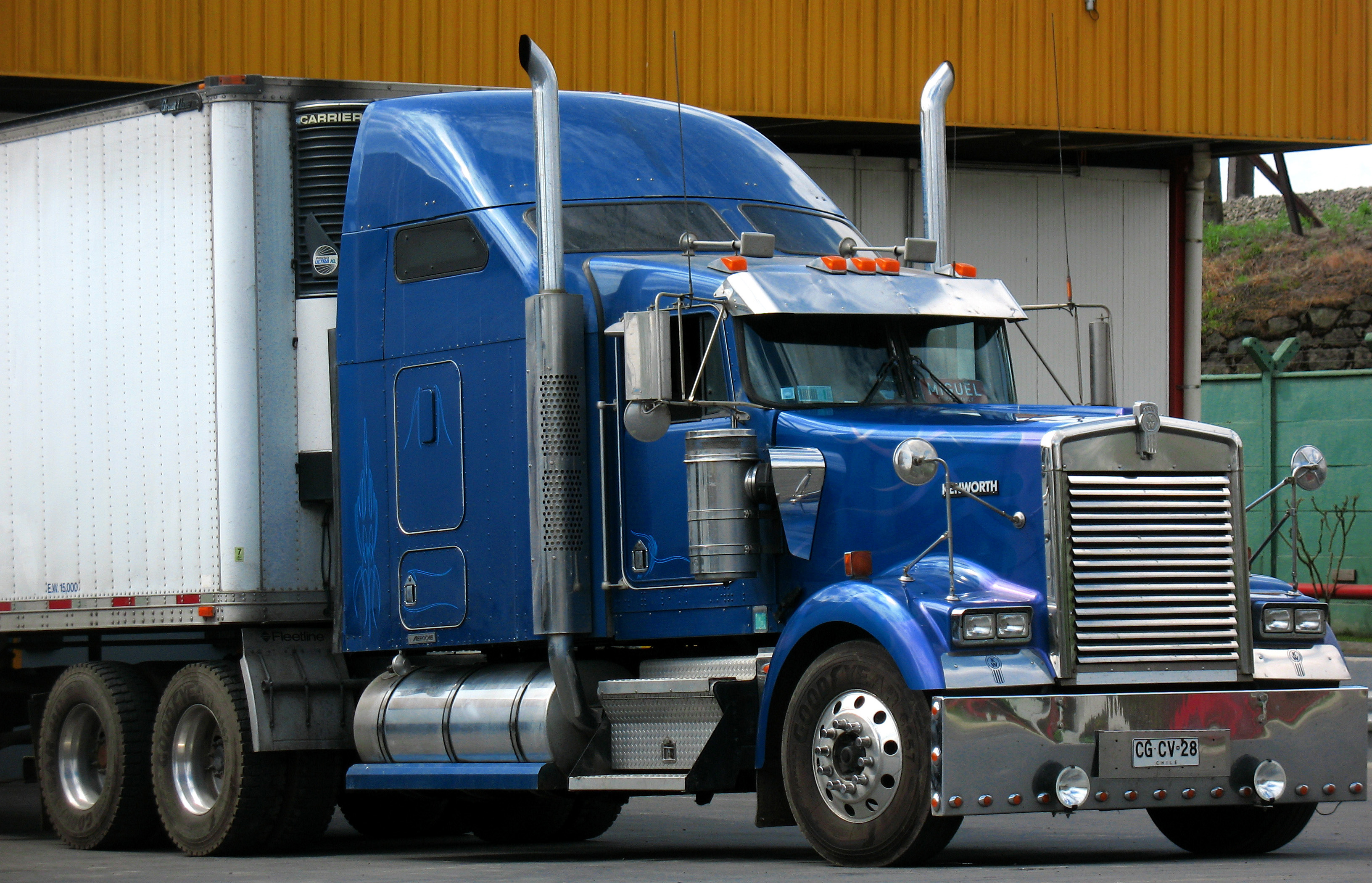
Kenworth W900 Aerocab

Під час презентації W900 conventional був представлений разом із K100 COE. У міру розширення модельної лінійки Kenworth W900 став її флагманом у звичайній моделі, а його структура кабіни використовується в інших сімействах моделей. Завдяки своєму виробництву W900 конкурував із широкою різноманітністю лінійок моделей; серед водіїв-власників-операторів W900 створив суперництво з Peterbilt 379 (від дочірнього підрозділу Paccar Peterbilt) і його наступником Peterbilt 389. Модельний ряд також залишається популярною основою для персоналізації вантажівок, власники додають додаткові хромовані накладки, колеса, освітлення і фарби.
Зараз Kenworth виробляє W900L на своєму складальному підприємстві в Рентоні, штат Вашингтон. У 2018 році W990 був представлений як абсолютно новий звичайний флагман, який поступово замінює моделі з коротким капотом лінійки W900.

## Двигуни
Caterpillar
- 3406A, B,C, E
- 3408PCTA, DITA
- 3316
- C11
- C13
- C15/C16, C-15

Cummins
N-Series
- 275
- Small Cam, L10
- Big Cam (1-4)
- 444
- N14
- N14 Celect
- N14 Celect Plus

K-Series
- KT450/KTA600

M-Series
- M11
- M11 Celect Plus

ISX
- Signature 600
- ISX12
- ISX15
- X12
- X15

Detroit Diesel
- Detroit Diesel 71 series
- Detroit Diesel 92 series
- Detroit Diesel 60 series

PACCAR
- MX13